# アンデルセン文学賞
ハンス・クリスチャン・アンデルセン文学賞（英: The Hans Christian Andersen Literature Award）は、デンマークの文学賞。2010年に創設され、オーデンセの選考委員会によって選考される。この賞の目的はハンス・クリスチャン・アンデルセンが世界中の文学界に及ぼした影響を認識させることである。隔年に授与され、受賞者の発表は前年に発表され、授賞式はアンデルセンの生誕地のオーデンセ市庁舎で10月頃に行われている。
受賞者には賞金50万クローネとブロンズ彫刻「みにくいアヒルの子」が授与される。

## 受賞者
- 2007年: パウロ・コエーリョ(栄誉賞)  ブラジル
- 2010年: J・K・ローリング  イギリス
- 2012年: イサベル・アジェンデ  チリ/ アメリカ合衆国
- 2014年: サルマン・ラシュディ  イギリス
- 2016年: 村上春樹  日本
- 2018年: A・S・バイアット  イギリス
- 2022年: カール・オーヴェ・クナウスゴール  ノルウェー
- 2024年: マーガレット・アトウッド  カナダ